# Rehborn (Leichlingen)
Rehborn ist eine aus einer Hofschaft hervorgegangene Ortslage in der Stadt Leichlingen (Rheinland) im Rheinisch-Bergischen Kreis.

## Lage und Beschreibung
Rehborn liegt am südwestlichen Rand der Leichlinger Kernorts südlich der Landesstraße L294 an der gleichnamigen Straße Rehborn nahe der Stadtgrenze zu Langenfeld (Rheinland) und Leverkusen. Die heutige Ortslage Rehborn befindet sich rund 150 Meter nordöstlich von dem ursprünglichen Rehbornerhof, der in den 1979er Jahren abging. Östlich von dem Ort verläuft die Trasse der Bahnstrecke Gruiten–Köln-Mülheim, nordwestlich von Rehborn befindet sich der Wohnplatz und heutiger Ortsteil Schnugsheide.
Weitere benachbarte, zumeist die in südwestliche und westliche Vorstadt Leichlingens aufgegangene Orte sind Hülserhof, Rothenberg, Förstchen, Zwei Eichen, Roßlenbruch, Trompete, Sandberg, Schraffenberg und Haus Vorst.

## Geschichte
Der Hof Rehborn war ein Besitz von Haus Vorst. Die Topographische Aufnahme der Rheinlande von 1824 und die Preußische Uraufnahme von 1844 verzeichnen den Ort als Rehbornshof bzw. als Rehborn, die Leichlinger Gemeindekarte von 1830 als Rehborn.
1815/16 besaß der Ort fünf Einwohner. 1832 gehörte Rehborn der Bürgermeisterei Leichlingen an. Der laut der Statistik und Topographie des Regierungsbezirks Düsseldorf als Ackergut kategorisierte Ort besaß zu dieser Zeit ein Wohnhaus und ein landwirtschaftliches Gebäude. Zu dieser Zeit lebten fünf Einwohner im Ort, allesamt evangelischen Glaubens. 1867 wurde östlich vom Ort die Bahnstrecke Gruiten–Köln-Mülheim eröffnet. 
Im Gemeindelexikon für die Provinz Rheinland werden 1885 ein Wohnhaus mit sechs Einwohnern angegeben. 1895 besitzt der Ort ein Wohnhaus mit vier Einwohnern, 1905 ein Wohnhaus und fünf Einwohner.
Ende des 19. Jahrhunderts entstand nordöstlich des Hofs eine neue Siedlung, die heutige Rehborn genannte Ortslage. In den 1979er Jahren wurde der Hof abgetragen, während die Neusiedlung expandierte und mit Schnugsheide zusammenwuchs.